# Бристоль Сіті
«Бристоль Сіті»  (англ. Bristol City Football Club) — англійський футбольний клуб з міста Бристоль. Утворений в 1897 році. Домашні матчі проводить на стадіоні «Ештон Гейт». Кольори клубу — червоно-сіро-білі. Починаючи з сезону 2006/07 виступає в Чемпіонаті футбольної ліги, другому за значимістю футбольному турнірі Англії. «Бристоль Сіті» є володарем Кубка Уельсу (1933/34).

## Історія

### Ранні роки (1897–1911)
Клуб був заснований в 1897 році під назвою «Бристоль Саут Енд». Ставши професійним клубом і об'єднавшись в 1900 році з іншого місцевою командою «Бедмінстер», назва була змінена на «Бристоль Сіті». У 1901 році клуб набирає Футбольну Лігу, де був єдиною нелондонською командою на південь від Бірмінгема до 1920 року. Перша гра була зіграна проти «Блекпула» на «Блумфілд Роад» 7 вересня 1901 року. «Сіті» виграли 2:0.
Уперше вийшовши в Перший дивізіон Футбольної ліги в 1906 році, «Бристоль Сіті» сходу займає в ньому друге місце, пропустивши вперед лише «Ньюкасл Юнайтед». У 1909 клуб дійшов до фіналу Кубка Англії, де поступився «Манчестер Юнайтед» з рахунком 0:1. Але попри ці локальні успіхи в 1911 році «Сіті» вилітає у Другій дивізіон Футбольної ліги. Успіхи 1906–1909 року клуб так і не зможе повторити, а повернення в еліту доведеться чекати 65 років.

### Повернення в еліту (1966–1980)
У 1967 році на тренерський місток клубу, що знаходиться у Другому дивізіоні приходить Алан Дікс. У сезоні 1975/76 «Бристоль Сіті» посідає друге місце і виходить в Перший дивізіон Футбольної ліги.
Друге перебування в класі найсильніших вийшло менш славним ніж перше. Вищим досягненням стало 13 місце в сезоні 1978/79, а в наступному сезоні клуб знову вилітає у Другій дивізіон Футбольної ліги. Після цього почався фінансовий крах і поневіряння по нижчих дивізіонах.

### Відродження клубу (2005-наші дні)
У вересні 2005 року тренером «Бристоль Сіті», клубу Першої ліги (який став після заснування Прем'єр-ліги та Чемпіонату третім ешелоном англійського футболу), став Гарі Джонсон. Він привернув до себе увагу роботою з командою «Йовіл Таун», вивівши її в Першу лігу. Під керівництвом цього фахівця «малинівки» посіли друге місце у Першій лізі в сезоні 2006/07 і вийшла в Чемпіонат Футбольної ліги.
У дебютному сезоні 2007/08 у Чемпіонаті команда відразу зайняла четверте місце й отримала право поборотися за вихід в Прем'єр-лігу, але програла у фіналі плей-оф на Вемблі «Галл Сіті» з рахунком 0:1, не зумівши в третій раз в історії вийти в елітний дивізіон.

## Досягнення
- Фіналіст Кубка Англії: 1
  - 1908/09
- Друге місце у Першому дивізіоні: 1
  - 1906/07
- Чемпіон Другого дивізіону: 1
  - 1905/06
- Чемпіон Третього дивізіону, Південь: 3
  - 1922/23, 1926/27, 1954/55
- Володар Кубка Уельсу: 1
  - 1933/34
- Володар Кубка Футбольної ліги: 2
  - 1985/86, 2002/03
- Друге місце в Першій лізі: 1
  - 2006/07
- Переможці Англо-Шотландського Кубка: 1
  - 1977/78

## Відомі гравці
- Енді Коул
- Стів Макларен
- Девід Мойес
- Шон Гоатер
- Люк Вілкшир

## Відомі вболівальники
- Дженсон Баттон, пілот Формули 1
- Джон Кліз, британський актор
- Бенксі, відомий художник графіті

## Символіка клубу
Емблема клубу являє собою спрощену версію герба міста Бристоль. З 1976 по 1994 роки клубна емблема містила зображення малинівки. Недавня спроба клубу змінити емблему була відкинута розгніваними уболівальниками.
Талісманом «Бристоль Сіті» з 2005 року є вільшанка Скрампі (Scrumpy the Robin).
Офіційний гімн клубу «One For The Bristol City», записаний групою The Wurzels. Починаючи з 1976 року, пісня завжди звучить на «Ештон Гейт» під час виходу команди на полі.